# Courmont (Aisne)
Courmont es una comuna francesa, situada en el departamento de Aisne, de la región de Alta Francia.

## Demografía
| 148 | 137 | 133 | 113 | 106 | 113 | 111 | 137 |
| Para los censos de 1962 a 1999 la población legal corresponde a la población sin duplicidades (Fuente: INSEE [Consultar]) |     |     |     |     |     |     |     |